# Journal of Biology
Journal of Biology — выпускавшийся ранее рецензируемый научный журнал, издававшийся BioMed Central. Он был создан в 2002 году с целью предоставить альтернативу биологическим журналам с таким импакт-фактором, как у Nature, Science и Cell. Из-за строгих критериев отбора в журнале публиковались лишь несколько исследовательских статей в год, например, только четыре в 2007 году, а остальные были комментариями и краткими обзорными статьями. Исследовательские статьи были опубликованы в открытом доступе, и многие из этих исследовательских статей получили высокую оценку. 
Журнал никогда не был проиндексирован по индексу научного цитирования и поэтому не получил официального импакт-фактора. По неофициальным подсчетам, в 2007 году он достиг импакт-фактора 20,1.  Журнал был закрыт в апреле 2010 года и объединен с существующим журналом BMC Biology.

## Внешние ссылки
- jbiol.com — официальный сайт Journal of Biology